# Cronologia da pandemia de COVID-19 em janeiro de 2022
Este artigo documenta a cronologia e epidemiologia do vírus SARS-CoV-2 em janeiro de 2022, o vírus que causa a COVID-19 e é responsável pela pandemia de COVID-19. Os primeiros casos humanos da COVID-19 foram identificados em Wuhan, China, em dezembro de 2019.

## Cronologia

### 1 de janeiro
- A Austrália registrou um total de 35.326 novos casos e 13 mortes.[1][2]
- O Canadá registrou 36.009 novos casos, elevando o total para 2.219.536.[3]
- A Malásia registrou 3.386 novos casos, elevando o número total para 2.761.472. Há 3.547 recuperações, elevando o número total de recuperações para 2.688.925. Há 26 mortes, elevando o número de mortos para 31.513.[4]
- Singapura registrou 456 novos casos, dos quais 260 deles foram importados, elevando o número total para 279.861. Uma nova morte foi relatada, elevando o número de mortos para 829.[5]
- A Ucrânia registrou 5.026 novos casos diários e 190 novas mortes diárias, elevando o número total para 3.672.675 e 96.089, respectivamente; um total de 3.474.931 pacientes se recuperaram.[6]

### 2 de janeiro
- O Canadá registrou 35.127 novos casos, elevando o total para 2.254.663.[7]
- A França ultrapassou 10 milhões de casos de COVID-19.[8]
- A Malásia registrou 2.882 novos casos, elevando o número total para 2.764.354. Há 3.291 recuperações, elevando o número total de recuperações para 2.692.216. Há 19 mortes, elevando o número de mortos para 31.532.[9]
- A Nova Zelândia registrou 137 novos casos, elevando o número total para 14.255. Existem 25 recuperações, elevando o número total de recuperações para 13.044. O número de mortos permaneceu em 51. Há 1.160 casos ativos (135 na fronteira e 1.025 na comunidade).[10]
- Singapura registrou 429 novos casos, juntamente com 155 casos da variante Omicron, elevando o número total para 280.290. O número de mortos permanece em 829.[11]
- A Ucrânia registrou 1.863 novos casos diários e 98 novas mortes diárias, elevando o número total para 3.674.538 e 96.187, respectivamente; um total de 3.477.188 pacientes se recuperaram.[12]

### 3 de janeiro
- O Canadá registrou 35.618 novos casos, elevando o total para 2.302.695.[13]
- Os Estados Unidos da América ultrapassaram 55 milhões de casos.[14]
- A Malásia registrou 2.690 novos casos, elevando o número total para 2.767.044. São 3.535 novas recuperações, elevando o número total de recuperações para 2.695.751. Há 28 mortes, elevando o número de mortos para 31.560.[15]
- A Nova Zelândia registrou 51 novos casos, elevando o número total para 14.306. Existem 73 recuperações, elevando o número total de recuperações para 13.117. O número de mortos continua a ser 51. Há 1.138 casos ativos (150 na fronteira e 988 na comunidade).[16]
- Singapura registrou 464 novos casos, juntamente com 187 casos da variante Omicron, elevando o número total para 280.754. O número de mortos permaneceu em 829.[17]
- A Ucrânia registrou 1.804 novos casos diários e 114 novas mortes diárias, elevando o número total para 3.676.342 e 96.301, respectivamente; um total de 3.479.725 pacientes se recuperaram.[18]
- O Reino Unido ultrapassou 13 milhões de casos.[19]

### 4 de janeiro
- O Canadá registrou 36.250 novos casos, elevando o total para 2.355.335.[20]
- Os Estados Unidos da América ultrapassam 56 milhões de casos.[21]
- A Malásia tem 2.842 novos casos, elevando o número total para 2.769.886. Existem 2.862 recuperações, elevando o número total de recuperações para 2.698.613. Há 31 mortes, elevando o número de mortos para 31.591.[22]
- O México ultrapassou 4 milhões de casos de COVID-19.[23]
- A Nova Zelândia registrou 60 novos casos, elevando o número total para 14.365. Existem 54 recuperações, elevando o número total de recuperações para 13.171. O número de mortos continua a ser 51. Existem 1.143 casos ativos (176 na fronteira e 967 na comunidade).[24]
- Singapura registrou 842 novos casos, juntamente com 438 casos da variante Omicron, elevando o número total para 281.596. Três novas mortes foram relatadas, elevando o número de mortos para 832.[25]
- A Ucrânia registrou 1.746 novos casos diários e 135 novas mortes diárias, elevando o número total para 3.678.088 e 96.436, respectivamente; um total de 3.483.354 pacientes se recuperaram.[26]

### 5 de janeiro
- O Canadá registrou 39.363 novos casos, elevando o total para 2.394.674.[27]
- A Índia ultrapassou 35 milhões de casos de COVID-19.[28]
- A Malásia registrou 3.270 novos casos, elevando o número total para 2.773.156. Existem 3.195 recuperações, elevando o número total de recuperações para 2.701.808. Há 18 mortes, elevando o número de mortos para 31.609.[29]
- A Nova Zelândia registrou 40 novos casos, elevando o número total para 14.405. Existem 81 recuperações, elevando o número total de recuperações para 13.252. O número de mortos continua a ser 51. Existem 1.102 casos ativos (185 na fronteira e 917 na comunidade).[30]
- Singapura registrou 805 novos casos, juntamente com 440 casos da variante Omicron, elevando o número total para 282.401. Duas novas mortes foram relatadas, elevando o número de mortos para 834.[31]
- A Ucrânia registrou 4.571 novos casos diários e 273 novas mortes diárias, elevando o número total para 3.682.659 e 96.709, respectivamente; um total de 3.491.793 pacientes se recuperaram.[32]

### 6 de janeiro
Relatório Semanal da OMS:
- A Argentina ultrapassa 6 milhões de casos de COVID-19.[34]
- O Canadá registrou 39.919 novos casos, elevando o total para 2.434.599.[35]
- A Malásia registrou 3.543 novos casos, elevando o número total para 2.776.699. São 3.484 recuperações, elevando o número total de recuperações para 2.705.292. Há 19 mortes, elevando o número de mortos para 31.628.[36]
- A Nova Zelândia registrou 62 novos casos, elevando o número total para 14.467. Existem 83 recuperações, elevando o número total de recuperações para 13.335. O número de mortos continua a ser 51. Existem 1.081 casos ativos (226 na fronteira e 855 na comunidade).[37]
- Singapura registrou 813 novos casos, juntamente com 365 casos da variante Omicron, elevando o número total para 283.214. Uma nova morte foi relatada, elevando o número de mortos para 835.[38]
- A Ucrânia registrou 6.632 novos casos diários e 187 novas mortes diárias, elevando o número total para 3.689.291 e 96.896, respectivamente; um total de 3.500.914 pacientes se recuperaram.[39]

### 7 de janeiro
- O Canadá registrou 44.309 novos casos, elevando o total para 2.482.142.[40]
- A Itália registrou um recorde de 219.441 novos casos, ultrapassando 7 milhões de casos. O país também registrou 198 novas mortes.[41]
- A Malásia registrou 3.381 novos casos, elevando o número total para 2.780.080. Existem 3.447 recuperações, elevando o número total de recuperações para 2.708.739. Há 16 mortes, elevando o número de mortos para 31.644.[42]
- A Nova Zelândia registrou 59 novos casos, elevando o número total para 14.525. Existem 71 recuperações, elevando o número total de recuperações para 13.406. O número de mortos continua a ser 51. Existem 1.068 casos ativos (248 na fronteira e 820 na comunidade).[43]
- Singapura registrou 777 novos casos, juntamente com 535 casos da variante Omicron, elevando o número total para 283.991. Duas novas mortes foram relatadas, elevando o número de mortos para 837.[44]
- A Ucrânia registrou 7.177 novos casos diários e 192 novas mortes diárias, elevando o número total para 3.696.468 e 97.088, respectivamente; um total de 3.506.509 pacientes se recuperaram.[45]
- O Reino Unido ultrapassou 14 milhões de casos.[46]
- De acordo com a Universidade Johns Hopkins, o número total de casos de COVID-19 no mundo ultrapassou 300 milhões.[47]

### 8 de janeiro
- O Canadá registrou 32.315 novos casos, elevando o total para 2.514.464.[48]
- A Espanha ultrapassa 7 milhões de casos.[49]
- A Malásia registrou 3.251 novos casos, elevando o número total para 2.783.331. Há 3.161 recuperações, elevando o número total de recuperações para 2.711.900. Há 11 mortes, elevando o número de mortos para 31.655.[50]
- Singapura registrou 811 novos casos, juntamente com 404 casos da variante Omicron, elevando o número total para 284.802. O número de mortos permanece em 837.[51]
- A Ucrânia registrou 3.195 novos casos diários e 76 novas mortes diárias, elevando o número total para 3.699.663 e 97.164, respectivamente; um total de 3.508.451 pacientes se recuperaram.[52]

### 9 de janeiro
- A Austrália registrou mais de 99.000 novos casos.[53]
- O Canadá registrou 25.470 novos casos, elevando o total para 2.539.930.[54]
- A Malásia registrou 2.888 novos casos, elevando o número total para 2.786.219. São 2.714 novas recuperações, elevando o número total de recuperações para 2.714.614. Há 23 mortes, elevando o número de mortos para 31.678.[55]
- A Nova Zelândia registrou 77 novos casos, elevando o número total para 14.673. Há 60 recuperações, elevando o número total de recuperações para 13.535. O número de mortos continua a ser 51. Existem 1.087 casos ativos (294 na fronteira e 793 na comunidade).[56]
- Singapura registrou 845 novos casos, juntamente com 327 casos da variante Omicron, elevando o número total para 285.647. Uma nova morte foi relatada, elevando o número de mortos para 838.[57]
- A Ucrânia registrou 2.810 novos casos diários e 75 novas mortes diárias, elevando o número total para 3.702.473 e 97.239, respectivamente; um total de 3.511.269 pacientes se recuperaram.[58]
- Hoje marca dois anos desde que a primeira morte de toda a pandemia ocorreu em Wuhan, na China.[59]

### 10 de janeiro
- A Austrália ultrapassou 1 milhão de casos de COVID-19, à medida que a variante Omicron começa a se tornar a cepa predominante.[60]
- O Canadá registrou 33.483 novos casos, elevando o total para 2.595.280.[61]
- Os Estados Unidos da América ultrapassaram 60 milhões de casos.[62]
- A Irlanda ultrapassa 1 milhão de casos de COVID-19.[63]
- A Malásia registrou 2.641 novos casos, elevando o número total para 2.788.860. Há 2.808 recuperações, elevando o número total de recuperações para 2.717.422. Há 18 mortes, elevando o número de mortos para 31.696.[64]
- A Nova Zelândia registrou 60 novos casos, elevando o número total para 14.733. Existem 74 recuperações, elevando o número total de recuperações para 13.609. O número de mortos continua a ser 51. Existem 1.073 casos ativos (314 na fronteira e 759 na comunidade).[65]
- Singapura registrou 750 novos casos, juntamente com 389 casos da variante Omicron, elevando o número total para 286.397. O número de mortos permanece em 838.[66]
- A Turquia ultrapassou 10 milhões de casos.[67]
- A Ucrânia registrou 1.969 novos casos diários e 86 novas mortes diárias, elevando o número total para 3.704.442 e 97.325, respectivamente; um total de 3.514.786 pacientes se recuperaram.[68]

### 11 de janeiro
Relatório semanal da OMS:
- O Canadá registrou 28.847 novos casos, elevando o total para 2.624.910.[70]
- A Malásia registrou 3.175 novos casos, elevando o número total para 2.792.035. Existem 2.977 recuperações, elevando o número total de recuperações para 2.720.399. Há 27 mortes, elevando o número de mortos para 31.723.[71]
- A Nova Zelândia registrou 23 novos casos, elevando o número total para 14.756. Existem 45 recuperações, elevando o número total de recuperações para 13.654. O número de mortos continua a ser 51. Existem 1.051 casos ativos (322 na fronteira e 729 na comunidade).[72]
- As Filipinas ultrapassaram 3 milhões de casos.[73]
- Singapura registrou 846 novos casos, juntamente com 438 casos da variante Omicron, elevando o número total para 287.243. O número de mortos permanece em 838.[74]
- A Ucrânia registrou 5.429 novos casos diários e 219 novas mortes diárias, elevando o número total para 3.709.871 e 97.544, respectivamente; um total de 3.522.547 pacientes se recuperaram.[75]

### 12 de janeiro
- O Canadá registrou 32.719 novos casos, elevando o total para 2.657.632.[76]
- Dinamarca ultrapassa 1 milhão de casos de COVID-19.[77]
- Cazaquistão ultrapassa 1 milhão de casos de COVID-19.[78]
- A Malásia registrou 3.198 novos casos, elevando o número total para 2.795.233. Existem 3.200 recuperações, elevando o número total de recuperações para 2.723.599. Há 15 mortes, elevando o número de mortos para 31.738.[79]
- A Nova Zelândia registrou 93 novos casos, elevando o número total para 14.848. 80 se recuperaram, elevando o número total de recuperações para 13.734. Uma morte foi relatada, elevando o número de mortos para 52. Foram 1.062 casos ativos (385 na fronteira e 677 na comunidade).[80]
- Singapura registrou 882 novos casos, juntamente com 797 casos da variante Omicron, elevando o número total para 288.125. Uma nova morte foi relatada, elevando o número de mortos para 839.[81]
- A Ucrânia registrou 7.117 novos casos diários e 193 novas mortes diárias, elevando o número total para 3.716.988 e 97.737, respectivamente; um total de 3.530.624 pacientes se recuperaram.[82]
- Os Estados Unidos da América ultrapassaram 62 milhões de casos.[83]

### 13 de janeiro
- O Canadá registrou 31.248 novos casos, elevando o total para 2.688.631.[84]
- A Itália registrou 184.615 novos casos, elevando o total para 8,15 milhões. 316 novas mortes foram relatadas, elevando o número de mortos para 140.188.[85]
- A Malásia registrou 3.684 novos casos, elevando o número total para 2.798.917. Existem 3.292 recuperações, elevando o número total de recuperações para 2.726.891. Há 12 mortes, elevando o número de mortos para 31.750.[86]
- A Nova Zelândia registrou 41 novos casos, elevando o número total para 14.887. Existem 66 recuperações, elevando o número total de recuperações para 13.800. O número de mortos continua a ser 52. Existem 1.035 casos ativos (396 na fronteira e 639 na comunidade).[87]
- Singapura registrou 960 novos casos, juntamente com 549 casos da variante Omicron, elevando o número total para 289.085. O número de mortos permanece em 839.[88]
- A Ucrânia registrou 10.046 novos casos diários e 191 novas mortes diárias, elevando o número total para 3.727.034 e 97.928, respectivamente; um total de 3.537.826 pacientes se recuperaram.[89]

### 14 de janeiro
- O Canadá registrou 31.386 novos casos, elevando o total para 2.720.141.[90]
- A Malásia registrou 3.346 novos casos, elevando o número total para 2.802.263. São 3.052 recuperações, elevando o número total de recuperações para 2.729.943. Há 12 mortes, elevando o número de mortos para 31.762.[91]
- A Nova Zelândia registrou 61 novos casos, elevando o número total para 14.947. Existem 42 recuperações, elevando o número total de recuperações para 13.844. O número de mortos continua a ser 52. Existem 1.051 casos ativos (433 na fronteira e 618 na comunidade).[92]
- As Filipinas relataram 37.103 novos casos diários, elevando o número total para 3.129.512.
- Singapura registrou 945 novos casos, juntamente com 832 casos da variante Omicron, elevando o número total para 290.030. Uma nova morte foi relatada, elevando o número de mortos para 840.[93]
- Espanha ultrapassa 8 milhões de casos.[94]
- A Ucrânia registrou 10.476 novos casos diários e 140 novas mortes diárias, elevando o número total para 3.737.510 e 98.068, respectivamente; um total de 3.545.111 pacientes se recuperaram.[95]
- O Reino Unido ultrapassa 15 milhões de casos.[19]

### 15 de janeiro
- O Canadá registrou 19.896 novos casos, elevando o total para 2.740.077.[96]
- Índia ultrapassa 37 milhões de casos de COVID-19.[97]
- A Malásia registrou 3.074 novos casos, elevando o número total para 2.805.337. Há 2.828 recuperações, elevando o número total de recuperações para 2.732.771. Há 19 mortes, elevando o número de mortos para 31.718.[98]
- A Nova Zelândia registrou 54 novos casos, elevando o número total para 15.001. Há 98 recuperações, elevando o número total de recuperações para 13.944. O número de mortos continua a ser 52. Existem 1.005 casos ativos (433 na fronteira e 572 na comunidade).[99]
- Singapura registrou 956 novos casos, juntamente com 692 casos da variante Omicron, elevando o número total para 290.986. Três novas mortes foram relatadas, elevando o número de mortos para 843.[100]
- A Ucrânia registrou 10.569 novos casos diários e 127 novas mortes diárias, elevando o número total para 3.748.079 e 98.195, respectivamente; um total de 3.551.283 pacientes se recuperaram.[101]
- O Vietnã ultrapassou 2 milhões de casos de COVID-19.[102]

### 16 de janeiro
- Argentina ultrapassa 7 milhões de casos de COVID-19.[103]
- Brasil ultrapassa 23 milhões de casos de COVID-19.[104]
- O Canadá registrou 19.025 novos casos, elevando o total para 2.759.719.[105]
- França ultrapassa 14 milhões de casos de COVID-19.[106]
- A Malásia registrou 3.010 novos casos, elevando o número total para 2.808.347. Existem 2.584 recuperações, elevando o número total de recuperações para 2.735.355. Há 12 mortes, elevando o número de mortos para 31.793.[107]
- A Nova Zelândia registrou 68 novos casos, elevando o número total para 15.069. Há 48 recuperações, elevando o número total de recuperações para 13.992. O número de mortos continua a ser 52. Existem 1.025 casos ativos (471 em isolamento gerenciado e 554 em suporte ventilatório).[108]
- Singapura registrou 863 novos casos, juntamente com 675 casos da variante Omicron, elevando o número total para 291.849. O número de mortos permanece em 843.[109]
- A Ucrânia registrou 6.379 novos casos diários e 88 novas mortes diárias, elevando o número total para 3.754.458 e 98.283, respectivamente; um total de 3.553.642 pacientes se recuperaram.[110]
- Os Estados Unidos da América ultrapassam 65 milhões de casos, já que a Flórida se torna o 3º estado a superar 5 milhões de casos.[111]

### 17 de janeiro
- O Canadá registrou 23.586 novos casos, elevando o total para 2.801.446.[112]
- Alemanha ultrapassa 8 milhões de casos de COVID-19.[113]
- A Malásia registrou 2.342 novos casos, elevando o número total para 2.810.689. Existem 2.907 recuperações, elevando o número total de recuperações para 2.738.262. Há 16 mortes, elevando o número de mortos para 31.809.[114]
- A Nova Zelândia registrou 58 novos casos, elevando o número total para 15.127. Existem 59 recuperações, elevando o número total de recuperações para 14.051. O número de mortos continua a ser 52. Existem 1.024 casos ativos (479 na fronteira e 545 na comunidade).[115]
- Singapura registrou 1.165 novos casos, juntamente com 609 casos da variante Omicron, elevando o número total para 293.014. O número de mortos permanece em 843.[116]
- A Ucrânia registrou 5.072 novos casos diários e 78 novas mortes diárias, elevando o número total para 3.759.530 e 98.361, respectivamente; um total de 3.556.162 pacientes se recuperaram.[117]
- Os Estados Unidos da América ultrapassam 66 milhões de casos.[118]

### 18 de janeiro
Relatório Semanal da OMS:
- O Canadá registrou 18.945 novos casos, elevando o total para 2.820.398.[120]
- Cuba ultrapassou 1 milhão de casos de COVID-19.[121]
- A Geórgia ultrapassou 1 milhão de casos de COVID-19.[122]
- A Malásia registrou 3.245 novos casos, elevando o número total para 2.813.934. Foram 3.093 recuperações, elevando o total para 2.741.355. Nove mortes foram relatadas, elevando o número de mortos para 31.818.[123]
- A Nova Zelândia registrou 44 novos casos, elevando o total de casos para 15.170. Foram 39 recuperações, elevando o total para 14.090. O número de mortos permaneceu em 52. Foram 1.028 casos ativos (499 na fronteira e 529 na comunidade).[124]
- Singapura registrou 1.448 novos casos, juntamente com 589 casos da variante Omicron, elevando o número total para 294.462. O número de mortos ficou em 843.[125]
- A Ucrânia registrou 8.558 novos casos diários e 188 novas mortes diárias, elevando o total para 3.768.088 casos e 98.549 mortes. 3.561.923 pacientes se recuperaram.[126]

### 19 de janeiro
- O Canadá registrou 19.879 novos casos, elevando o total para 2.844.910.[127]
- A França registrou um recorde de 464.769 novas infecções, superando 15 milhões de casos de COVID-19. [128]
- Hong Kong planejava abater todos os hamsters depois que alguns deles deram positivo para COVID-19, o que provocou indignação furiosa com os amantes de hamsters.[129]
- Israel ultrapassou 2 milhões de casos de COVID-19.[130]
- A Itália ultrapassou 9 milhões de casos de COVID-19. [128]
- A Malásia registrou 3.229 novos casos, elevando o número total para 2.817.163. Há 2.848 recuperações, elevando o número total de recuperações para 2.744.203. 13 mortes foram relatadas, elevando o número de mortos para 31.831.[131]
- A Nova Zelândia registrou 80 novos casos, elevando o número total para 15.249. Existem 81 recuperações, elevando o número total de recuperações para 14.171. O número de mortos continua a ser 52. Existem 1.026 casos ativos (519 na fronteira e 507 na comunidade).[132]
- Singapura registrou 1.615 novos casos, juntamente com 1.185 casos da variante Omicron, elevando o número total para 296.077. Uma nova morte foi relatada, elevando o número de mortos para 844.[133]
- A Ucrânia registrou 12.815 novos casos diários e 163 novas mortes diárias, elevando o número total para 3.780.903 e 98.712, respectivamente; um total de 3.567.336 pacientes se recuperaram.[134]
- Os Estados Unidos da América ultrapassaram 67 milhões de casos.[135]

### 20 de janeiro
- A Austrália ultrapassa 2 milhões de casos de COVID-19, à medida que novos casos continuam a subir rapidamente.[136]
- O Canadá registrou 23.938 novos casos, elevando o total para 2.868.860.[137]
- Índia ultrapassa 38 milhões de casos de COVID-19.[138]
- A Malásia registrou 3.764 novos casos, elevando o número total de casos para 2.820.927. Existem 3.254 recuperações, elevando o número total de recuperações para 2.747.457. Há 22 mortes, elevando o número de mortos para 31.853.[139]
- A Nova Zelândia registrou 85 novos casos, elevando o número total para 15.334. Existem 74 recuperações, elevando o número total de recuperações para 14.245. Lá o número de mortos permanece 52. Existem 1.037 casos ativos (525 em isolamento gerenciado e 512 na comunidade).[140]
- Singapura registrou 1.472 novos casos, juntamente com 1.001 casos da variante Omicron, elevando o número total para 297.549. Uma nova morte foi relatada, elevando o número de mortos para 845.[141]
- A Ucrânia registrou 18.479 novos casos diários e 131 novas mortes diárias, elevando o número total para 3.799.382 e 98.843, respectivamente; um total de 3.571.782 pacientes se recuperaram.[142]
- Os Estados Unidos da América ultrapassaram 68 milhões de casos.[143]

### 21 de janeiro
- O Canadá registrou 22.966 novos casos, elevando o total para 2.891.847.[144]
- A Malásia registrou 4.046 novos casos, elevando o número total para 2.824.973. Há 2.804 recuperações, elevando o número total de recuperações para 2.750.261. Há 16 mortes, elevando o número de mortos para 31.869.[145]
- A Nova Zelândia registrou 67 novos casos, elevando o número total para 15.401. Existem 54 recuperações, elevando o número total de recuperações para 14.300. O número de mortos continua a ser 52. Há 1.049 casos ativos (561 na fronteira e 468 na comunidade).[146]
- Singapura registrou 3.155 novos casos, elevando o número total para 307.813. Uma nova morte foi relatada, elevando o número de mortos para 846.[147]
- A Ucrânia registrou 20.156 novos casos diários e 150 novas mortes diárias, elevando o número total para 3.819.538 e 98.993, respectivamente; um total de 3.576.268 pacientes se recuperaram.[148]
- Os Estados Unidos da América ultrapassaram 69 milhões de casos, já que o país marcou dois anos desde o primeiro caso de COVID-19.[149][150]

### 22 de janeiro
- A Austrália ultrapassou 3.000 mortes relacionadas ao COVID-19 desde o início da pandemia. [151]
- O Canadá registrou 15.038 novos casos, elevando o total para 2.907.074.[152]
- A Malásia registrou 4.116 novos casos, elevando o número total para 2.829.089. São 2.858 novas recuperações, elevando o número total de recuperações para 2.753.119. 14 mortes foram relatadas, elevando o número de mortos para 31.882.[153]
- A Nova Zelândia registrou 84 novos casos, elevando o número total para 15.479. Existem 58 recuperações, elevando o número total de recuperações para 14.359. O número de mortos continua a ser 52. Existem 1.068 casos ativos (590 na fronteira e 478 na comunidade).[154]
- Singapura confirmou sua primeira morte relacionada ao Omicron.[155] Ao mesmo tempo, o país registrou 2.463 novos casos, elevando o número total para 310.276. Uma nova morte foi relatada, elevando o número de mortos para 847.[156]
- A Ucrânia registrou 22.473 novos casos diários e 136 novas mortes diárias, elevando o número total para 3.842.011 e 99.129, respectivamente; um total de 3.580.878 pacientes se recuperaram.[157]
- Os Estados Unidos da América ultrapassam 70 milhões de casos.[158]

### 23 de janeiro
- O Brasil registrou 135.080 novos casos, elevando o total para mais de 24 milhões de casos de COVID-19. Há 296 novas mortes, elevando o número de mortos para 623.097.[159]
- O Canadá registrou 14.282 novos casos, elevando o total para 2.921.369.[160]
- A Malásia registrou 3.856 novos casos, elevando o número total para 2.832.945. São 2.814 recuperações, elevando o número total de recuperações para 2.755.933. Há nove mortes, elevando o número de mortos para 31.892.[161]
- A Nova Zelândia registrou 71 novos casos, elevando o número total para 15.550. Há 43 novas recuperações, elevando o número total de recuperações para 14.402. O número de mortos continua a ser 52. Há 1.096 casos ativos (44 na fronteira e 630 na comunidade).[162]
- Singapura registrou 3.496 novos casos, elevando o número total para 313.772. Uma nova morte foi relatada, elevando o número de mortos para 848.[163]
- A Ucrânia registrou 15.444 novos casos diários e 86 novas mortes diárias, elevando o número total para 3.857.455 e 99.215, respectivamente; um total de 3.582.908 pacientes se recuperaram.[164]

### 24 de janeiro
- O Canadá registrou 13.872 novos casos, elevando o total para 2.947.177.[165]
- A Malásia registrou 3.214 novos casos, elevando o número total para 2.836.159. São 3.116 recuperações, elevando o número total de recuperações para 2.759.049. Dez mortes foram relatadas, elevando o número total de recuperações para 31.902.[166]
- A Nova Zelândia registrou 75 novos casos, elevando o número total para 15.250. Existem 38 recuperações, elevando o número total de recuperações para 14.440. O número de mortos continua a ser 52. Existem 1.133 casos ativos (666 na fronteira e 467 na comunidade).[167]
- Singapura registrou 3.002 novos casos, elevando o número total para 316.774. O número de mortos permanece em 848.[168]
- A Espanha registrou 305.432 novos casos diários e o número total de infecções positivas excede 9 milhões (elevando o número total para 9.280.890), desde o primeiro relatório oficial em 31 de janeiro de 2020.[169]
- A Ucrânia registrou 12.915 novos casos diários e 67 novas mortes diárias, elevando o número total para 3.870.370 e 99.282, respectivamente; um total de 3.585.338 pacientes se recuperaram.[170]
- Os Estados Unidos da América ultrapassaram 71 milhões de casos.[171]

### 25 de janeiro
Relatório Semanal da OMS:
- A Argentina ultrapassou 8 milhões de casos de COVID-19.[173]
- O Canadá registrou 12.900 novos casos, elevando o total para 2.961.076.[174]
- A Malásia registrou 4.066 novos casos, elevando o número total para 2.840.225. São 3.559 recuperações, elevando o número total de recuperações para 2.762.608. Há 16 mortes, elevando o número de mortos para 31.918.[175]
- A Nova Zelândia registrou 62 novos casos, elevando o número total para 15.687. Existem 31 recuperações, elevando o número total de recuperações para 14.471. O número de mortos continua a ser 52. Existem 1.164 casos ativos (694 na fronteira e 470 na comunidade).[176]
- Singapura registrou 5.996 novos casos, o maior número de infecções positivas relativas ao COVID-19 em um único dia, desde a primeira confirmação em janeiro de 2020, elevando o número total para 322.770. Duas novas mortes foram relatadas, elevando o número de mortos para 850.[177]
- A Ucrânia registrou 19.118 novos casos diários e 161 novas mortes diárias, elevando o número total para 3.889.488 e 99.443, respectivamente; um total de 3.591.201 pacientes se recuperaram.[178]
- O Reino Unido ultrapassa 16 milhões de casos.[19]

### 26 de janeiro
- O Canadá registrou 18.449 novos casos, elevando o total para 2.979.818.[179]
- Chile ultrapassa 2 milhões de casos de COVID-19.[180]
- Índia ultrapassa 40 milhões de casos de COVID-19.[181]
- A Malásia registrou 4.744 novos casos, elevando o número total para 2.844.969. São 3.646 novas recuperações, elevando o número total de recuperações para 2.766.254. Há 12 mortes, elevando o número de mortos para 31.930.[182]
- A Nova Zelândia registrou 59 novos casos, elevando o número total para 15.745. Existem 32 recuperações, elevando o número total de recuperações para 14.503. O número de mortos continua a ser 52. Há 1.190 casos ativos (709 na fronteira e 481 na comunidade).[183]
- Singapura registrou 4.832 novos casos, elevando o número total para 327.602. O número de mortos permanece em 850.[184]
- A Ucrânia registrou 24.321 novos casos diários e 141 novas mortes diárias, elevando o número total para 3.913.809 e 99.584, respectivamente; um total de 3.596.715 pacientes se recuperaram.[185]
- Os Estados Unidos da América ultrapassam 72 milhões de casos.[186]

### 27 de janeiro
- O Canadá registrou 18.325 novos casos, elevando o total para 2.998.327.[187]
- A Malásia registrou 5.439 novos casos, elevando o número total para 2.850.408. São 4.409 recuperações, elevando o número total de recuperações para 2.770.663. Há 10 mortes, elevando o número de mortos para 31.940.[188]
- A Nova Zelândia registrou 96 novos casos, elevando o número total para 15.842. 46 recuperações foram relatadas, elevando o número total de recuperações para 14.549. O número de mortos continua a ser 52. Existem 1.241 casos ativos (734 na fronteira e 507 na comunidade).[189]
- Singapura registrou 5.469 novos casos, elevando o número total para 333.071. O número de mortos permanece em 850.[190]
- Suécia ultrapassa 2 milhões de casos de COVID-19.[191]
- A Ucrânia registrou um recorde de 32.393 novos casos diários e 154 novas mortes diárias, elevando o número total para 3.946.202 e 99.738, respectivamente; um total de 3.601.952 pacientes se recuperaram.[192]
- Os Estados Unidos da América ultrapassaram 73 milhões de casos.[193]

### 28 de janeiro
- O Canadá registrou 18.185 novos casos, elevando o total para 3.016.525.[194]
- A Malásia registrou 5.522 novos casos, elevando o número total para 2.855.930. Existem 3.285 recuperações, elevando o número total de recuperações para 2.773.948. Há 12 mortes, elevando o número de mortos para 31.952.[195]
- A Nova Zelândia registrou 150 novos casos, elevando o número total para 15.991. 70 se recuperaram, elevando o número total de recuperações para 14.619. O número de mortos continua a ser 52. Existem 1.320 casos ativos (753 na fronteira e 567 na comunidade).[196]
- Singapura registrou 5.554 novos casos, elevando o número total para 338.625. Três novas mortes foram relatadas, elevando o número de mortos para 853.[197]
- A Ucrânia registrou um recorde de 34.408 novos casos diários e 144 novas mortes diárias, elevando o número total para 3.980.610 e 99.882, respectivamente; um total de 3.608.094 pacientes se recuperaram.[198]

### 29 de janeiro
- O Brasil registrou um recorde de 269.968 novos casos, elevando o total para mais de 25 milhões de casos de COVID-19. 799 novas mortes foram relatadas, elevando o número de mortos para 626.000.[199]
- O Canadá registrou 10.619 novos casos, elevando o total para 3.027.167.[200]
- Os Estados Unidos da América ultrapassam 74 milhões de casos.[201]
- A Malásia registrou 5.139 novos casos, elevando o número total para 2.861.069. Existem 3.767 recuperações, elevando o número total de recuperações para 2.777.715. Há cinco mortes, elevando o número de mortos para 31.957.[202]
- A Nova Zelândia registrou 155 novos casos, elevando o número total para 16.146. Há 70 recuperações, elevando o número total de recuperações para 14.689. O número de mortos continua a ser 52. Existem 1.405 casos ativos (775 na fronteira e 630 na comunidade).[203]
- Singapura registrou 5.207 novos casos, elevando o número total para 343.832. Uma nova morte foi relatada, elevando o número de mortos para 854.[204]
- A Ucrânia registrou um recorde de 37.351 novos casos diários e ultrapassou 4 milhões de casos totais em 4.017.961. Além disso, com 149 novas mortes diárias, a Ucrânia ultrapassou 100 mil mortes em 100.031. Um total de 3.615.257 pacientes se recuperaram.[205]

### 30 de janeiro
- O Canadá registrou 8.828 novos casos, elevando o total para 3.036.011.[206]
- Índia ultrapassa 41 milhões de casos de COVID-19.[207]
- A Malásia registrou 4.915 novos casos, elevando o número total para 2.865.984. Existem 3.056 recuperações, elevando o número total de recuperações para 2.780.771. Há oito mortes, elevando o número de mortos para 31.965.[208]
- A Nova Zelândia registrou 140 novos casos, elevando o número total para 16.286. Existem 48 recuperações, elevando o número total de recuperações para 14.737. O número de mortos continua a ser 52. Existem 1.497 casos ativos (787 na fronteira e 710 na comunidade).[209]
- Singapura registrou 4.498 novos casos, elevando o número total para 348.330. O número de mortos permanece em 854.[210]
- A Ucrânia registrou 24.508 novos casos diários e 94 novas mortes diárias, elevando o número total para 4.042.469 e 100.125, respectivamente; um total de 3.618.402 pacientes se recuperaram.[211]
- Hoje faz dois anos desde que a Organização Mundial da Saúde declarou uma emergência de saúde pública de interesse internacional.

### 31 de janeiro
- O Canadá registrou 10.831 novos casos, elevando o total para 3.055.406.[212]
- Os Estados Unidos da América ultrapassaram 75 milhões de casos.[213][214]
- A Malásia registrou 4.774 novos casos, elevando o número total para 2.870.758. Existem 3.232 recuperações, elevando o número total de recuperações para 2.784.003. Há 13 mortes, elevando o número de mortos para 31.978.[215]
- A Nova Zelândia registrou 130 novos casos, elevando o número total para 16.416. Existem 73 recuperações, elevando o número total de recuperações para 14.810. Uma morte foi relatada, elevando o número de mortos para 53. Existem 1.553 casos ativos (783 na fronteira e 770 na comunidade).[216]
- A República Tcheca ultrapassou 3 milhões de casos.[217]
- Singapura registrou 4.481 novos casos, elevando o número total para 352.811. Uma nova morte foi relatada, elevando o número de mortos para 855.[218]
- A Ucrânia registrou 22.026 novos casos diários e 78 novas mortes diárias, elevando o número total para 4.064.495 e 100.203, respectivamente; um total de 3.622.745 pacientes se recuperaram.[219]